# Linn Berggren
Malin Sofia Katarina Berggren (Gotemburgo; 31 de octubre de 1970), conocida como Linn Berggren, es una cantautora sueca, exintegrante y fundadora de la banda Ace of Base, la cual creó junto con sus hermanos Jenny y Jonas y su amigo Ulf Ekberg en 1987. Fue una de las vocalistas y la imagen principal de Ace of Base. De las mujeres, ella es la hermana mayor.
Desde su infancia estuvo interesada e involucrada en la música. Pero mientras su hermana Jenny ha declarado que siempre le gustó ser una cantante, Linn nunca ha dicho nada similar. Al contrario, en 1997 Linn dijo: "Yo quise cantar; nunca quise ser una cantante"
El rango vocal de Linn es contralto; ella es reconocida por su vibrato distinguible y su inigualable expresión vocal.

## Primeros años
Linn es la segunda hija en la familia Berggren, y, al igual que su hermano Jonas, su interés y talento musical se demostró desde su nacimiento. Según su madre, con apenas un año, a Linn le encantaba cantarle a su recién nacida hermana Jenny cada vez que esta se ponía a llorar, pero no siempre lo hacía bien. Justo después de su segundo cumpleaños, su canto mejoró y ella pudo cantar más de la mitad de una canción. Su abuela le enseñó muchas canciones antiguas, que habían estado en la familia durante generaciones.
Se convirtió en una niña feliz, divertida e independiente, llena de energía, a quien le encantaba jugar con otros niños y asistir a la Escuela Dominical. Al igual que Jonás, Linn cuando escuchaba música empezaba a saltar, reír y cantar. Cuando tenía 4 años, podía tocar canciones completas en el piano. Su abuela, que era profesora de música en órgano y violín, más tarde la ayudó a tocar perfectamente. Ella también tocó la flauta en su escuela durante muchos años. A la edad de 10, intentó tocar el violín, pero terminó rindiéndose. Linn además participó con Jenny en el coro de su iglesia por su talento vocal.
Le encantaba el ambiente de su escuela. Linn era una de las dos únicas chicas de los 16 niños en su clase. Se le preguntó si quería mudarse a otro salón con más chicas, pero le gustaba estar con los chicos ya que eran amables con ella y eso la hacía sentir la reina de la clase. A diferencia de Jenny y su afán por estudiar canto, ella encontró su pasión entre los libros, le encantaba la biología, la historia y en particular aprender idiomas. Era una niña que tuvo muchos amigos extranjeros durante su infancia, esto podría tener algo que ver con su interés lingüístico. Otro de sus pasatiempos favoritos era la pintura.
A los 13 años comenzó a interesarle la música pop, siendo Michael Jackson su total favorito, Compró todo sobre él: pósteres, camisetas y tenía casi todos sus discos. Su cuarto estaba lleno de sus carteles hasta la puerta.

"Había tantos carteles que cuando me cambiaba de ropa, me escondía detrás de la puerta del armario para que Michael no pudiera verme. ¡Tuve que esconderme de él, jaja! Estaba segura de que él podría verme. Realmente tenía mariposas en mi estómago, estaba profundamente enamorada de Michael Jackson"

También le gustaba Simply Red y R.E.M.(su canción favorita es Losing My Religion)
Entre los años 16 y 19 tomó clases de canto con una cantante de ópera, solo para poder fortalecer su voz. En 1987 se aventuró a participar en la banda de su hermano como cantante, presentándose como "TechNoir" en varias discotecas locales de Gotemburgo. A la par de eso, asistía a la Universidad Tecnológica Chalmers en Gotemburgo con la intención de convertirse en maestra. Sus trabajos temporales incluyeron ser ama de llaves y vendedora de hot dogs. También trabajó en un centro de rehabilitación para alcohólicos (mientras que su hermano Jonas trabajaba vendiendo bebidas alcohólicas en una tienda). Cuando Ace of Base firmó contrato con la disquera danesa Mega Records, sus planes de convertirse en maestra se deshicieron. Solo llegó a cursar 1 año y medio y tuvo que solicitar un descanso de estudio.

## Papel de Linn en Ace of Base

### Voz principal (1992–1996)
Durante la promoción del primer álbum de Ace of Base, Happy Nation, Linn fue la vocalista principal en la mayoría de los sencillos, además fue el centro de atención en los videoclips, aunque en algunos sencillos (" The Sign ", " Waiting for Magic ") y en otras pistas del álbum, Jenny y Linn compartieron papeles. 
Ella era considerada el talismán del grupo, pues Ace Of Base comenzó a tener éxito a nivel mundial con las canciones All That She Wants, Wheel of Fortune, The Sign, Living in Danger, Don't Turn Around y Happy Nation.
Linn también tuvo un papel secundario como compositora en los temas del álbum, más solo tuvo créditos de coescritura en "Hear Me Calling". Ella fue influyente en el desarrollo de "All That She Wants", exigiendo que se cambie la pista de un tono mayor a menor.  
Durante sus giras para Happy Nation, Ace Of Base siempre que tenían la oportunidad, viajaban en Bus. Linn disfrutaba de esto ya que odiaba viajar en avión: 

"Cuando tomo el avión y va a aterrizar, mi corazón está latiendo muy rápido, mi respiración se está bloqueando. No puedo hablar, moverme o respirar. No me gusta la parte del aterrizaje, no es mi favorita"

En 1995, durante el lanzamiento de su segundo álbum,The Bridge. Linn tuvo un papel más importante en la composición, escribiendo y produciendo varios temas, entre ellos "Just an Image”, “Whispers in Blindness " y " Strange Ways". Su participación tanto en la voz como en los medios de comunicación fue igual de parejo que su hermana Jenny.
En ese año daría una curiosa entrevista donde alegaba que estaba empezando a decepcionarse del mundo del espectáculo y que no tenía metas ni objetivos específicos a futuro dentro de Ace Of Base:

"No creo que volvamos a repetir eso, porque requiere mucho esfuerzo. Vi a la gente sufrir. Muchas estrellas del pop están descontentas debido a los contratos muy duros con las compañías discográficas. Estas ejercen una presión constante sobre los artistas y, en general, no los perciben como personas. No pienso quedarme mucho tiempo en este negocio"

En 1996 para la revista británica Smash Hits alegaba que toda la fama que estaba recibiendo no era parte de sus planes, para ella era demasiado, especialmente el éxito en Estados Unidos, manifestando su deseo de que hubiera un día en que solo tenga que viajar y que después todo acabe. En medio de la promoción en Asia para The Bridge en la primavera de 1996, Linn se retiró prematuramente, dejando que el resto de los miembros de la banda continuaran en su ausencia. A partir de aquí, Linn empezó a mantener un perfil bajo dentro de Ace Of Base.
Su última actuación como vocalista principal en la banda fue en los World Music Awards en mayo de ese año interpretando el tema «Beautiful Life». En 1997, se informó que Linn se aventuraría en un proyecto en solitario, lanzando la canción "Lapponia", que anteriormente fue pensada para su inclusión en The Bridge y más tarde para Flowers. La canción iba a ser acompañada por un documental sobre la cultura saami. A pesar de esto, la canción nunca recibió un lanzamiento oficial.

### Papel de fondo (1997-2003)
A partir de 1997, Linn apareció en los conciertos de su banda solo para actuar al fondo del escenario detrás del teclado, en ese año su aparición en los videos musicales fue mínima en comparación de lo que había sido en los anteriores. Ella ya no hacia mímicas vocales y su tiempo de pantalla se redujo drásticamente. Su imagen se había vuelto a veces borrosa ("Cruel Summer") o casi inexistente ("Travel to Romantis"). Sus contribuciones vocales también se redujeron. Linn no concedía una entrevista televisiva personal desde ese año.
En abril de 1997, la banda interpretó "Ravine" en los World Music Awards con Linn tocando el teclado al fondo del escenario. Claes Cornelius, de Mega Records, dijo que se debía a que no deseaba usar el pesado maquillaje que la presentación había requerido. Ella se retiró del escenario antes de que los presentadores llamaran a la banda para entregarles su premio.
En julio de 1997, Ace Of Base realizó un concierto para el vigésimo cumpleaños de la princesa Victoria de Suecia. Linn tocó el teclado en segundo plano durante la mayor parte del concierto, pero realizó una canción a capela en vivo en primer plano antes del show principal. Ese mismo año, Jenny y Linn aparecieron en los Swedish Grammy como presentadoras del premio a la "mejor canción".
En la última entrevista personal de Linn en TV, a mediados de 1997, expresó su deseo de "probar lo que Jenny hacía", cuando su hermana no era aún el centro principal de la banda. Los 7 videos filmados después de esta entrevista han cumplido con sus deseos. Por otro lado, las primeras fotos oficiales de prensa para los álbumes de Flowers / Cruel Summer, que fueron publicadas el 21 de marzo de 1998, y mostraban a Linn con un enfoque igual o mayor que el de sus compañeros de banda, cambiaron totalmente a futuro mostrando esta vez fotografías de ella borrosas, sin sonreír y claramente deprimida. El álbum Flowers, en particular, utilizó un infame diseño con "líneas azules", donde la imagen infeliz de Linn está extrañamente oculta detrás del diseño en la cubierta del disco. Jonas comentaría años más tarde que la insistencia del productor Clive Davis en que Linn grabara "Everytime It Rains " para el álbum Cruel Summer en 1998 fue "el punto de inflexión" para que se retire de Ace Of Base y que "fue lo peor para ella". Jenny había grabado una versión de la canción, pero ni Arista Records ni Clive Davis estaban satisfechos con su voz y la banda fue obligada a que Linn grabara una versión que presentara solo sus voces. Jenny se sintió maltratada y Linn por su parte se sintió terriblemente forzada a cantar una canción que no le gustaba y al mismo tiempo alejaba a Jenny. 
Ese año, mientras se rodaba el video musical "Cruel Summer" en Roma, Linn no se quería meter a la lente de la cámara; su gerente dijo que era porque no quería aparecer en el primer plano del video. El director Nigel Dick reveló más tarde que si no fuera por su insistencia, entonces Linn realmente no habría aparecido en el video. Ella participó con poca frecuencia en entrevistas con los otros miembros de Ace Of Base a lo largo de 1998 para la promoción del álbum Flowers, su intervención a menudo fue mínima, y en muchos casos la banda se presentó como un trío. Sin embargo, en una de esas entrevistas, Linn expresó su deseo de mejorar sus habilidades en la producción musical. Ese año, la revista alemana BRAVO afirmó que Linn estaba gravemente enferma, basándose en su escasa participación en los show de TV y para confirmar esto, la revista publicó fotos de Linn con la mirada cansada y perdida. Linn concedió una última entrevista de radio a Mix FM de Líbano a fines de 1998, donde habló sobre los planes de un nuevo álbum y cantó "All That She Wants" a capela.
Los miembros de Ace Of Base y las compañías discográficas explicaban su extraño comportamiento de manera inconsistente. La excusa del miedo a volar de Linn a menudo fue citado como la razón de su ausencia en los conciertos. Según informes, Linn estaba desencantada con las giras después de que la banda realizara 179 vuelos en total desde la promoción musical en 1993. Linn tampoco apareció en los eventos en Gotemburgo y Copenhague, donde ella no habría tenido que volar. Los otros miembros también se mostraban algo reacios a explicar lo que le sucedió, aunque han declarado que siempre ha sido una persona tímida y hogareña y que estaba feliz de dejar que Jenny sea quien lidere en la banda, mientras que Ulf Ekberg una vez afirmó que Linn tenía una "fobia a la cámara".
Un ataque con cuchillo a Jenny y su madre en 1994 también podría haber aumentado su oposición a aparecer en público. Claes Cornelius, de Mega Records comentaría sobre esto en el 2006 en "The AceBoards", uno de los principales foros actuales de fanáticos del grupo. Según él, la atacante tenía deseos de ver a Linn, pero al no encontrarla en casa, pensó que sería buena idea mantener a Jenny y a sus padres secuestrados a punta de cuchillo para que la llamaran. Jenny comentó en una entrevista para la revista BRAVO en 1998 que su hermana Malin nunca superó aquel ataque: "A ella solo le gustaría hacer música y mantenerse fuera de la luz pública". Incluso ella misma en 1998 escribió en un cuestionario de Top of the Pops: "Realmente espero con ansias mi futuro en Ace of Base como una cantante de fondo y tecladista"

"Malin siempre ha sido una soñadora introvertida. Incluso en los día que el clima era hermoso, ella no salía en todo el día. Malin preferiría acostarse en su cama y leer novelas de chicas. Creo que el papel de la protagonista nunca fue algo con lo que se sintiera cómoda. Ella está feliz de poder mantenerse en segundo plano ahora, mientras que Jenny no puede esperar para subir al escenario"
Jonas Berggren sobre Linn. Artículo de la revista Bravo, Alemania 1998 "Malin never got over the attack!"

En el video musical "C'est la Vie (Always 21)", filmado en 1999, la imagen de Linn ya no estaba borrosa o desenfocada, y parecía ser una feliz miembro. Sin embargo, ella seguía sin hacer mímicas vocales y su tiempo de pantalla era significativamente menor que sus compañeros. Una sesión de fotos tomada posteriormente, mostraban a Linn esta vez en el centro de atención. Durante ese tiempo, el grupo comenzó a promocionarse principalmente como un dúo con Jenny y Ulf a la cabeza, una estrategia que Jonas señaló que llevó a "menos preguntas" sobre la falta de participación de Linn. No obstante, ella asistió a algunas actuaciones para promocionar el sencillo, aunque aún seguía relegada a un papel de fondo. En 2002, Linn coescribió tres canciones con sus compañeros en el lanzamiento de su cuarto álbum, Da Capo, pero su voz apareció en menos de la mitad de las pistas del álbum. 

#### Últimas apariciones
Su última aparición pública fue durante la promoción de Da Capo en septiembre de 2002, donde se presentó a una actuación de televisión alemana, (SKL Show, 2002) fingiendo tocar el teclado al fondo del escenario. Un fan tomó una foto de Linn, en donde se mostraba tranquila y sonriente fuera del estudio, la fotografía pasaría a convertirse en la última conocida de Linn hasta la actualidad.
Su última aparición junto a Ace of Base fue en el video musical de Unspeakable que se filmó en diciembre de 2002. Aquí, ella apareció en primeros planos, algo que no se veía desde 1996. Desde esa fecha, Linn desapareció para siempre del ojo público.
El 24 de septiembre de 2003, se actualizó por última vez el perfil de Linn en el sitio web oficial de la banda, y se observó que su canción favorita del álbum de Da Capo era "Ordinary Day".

### Receso (2004–2007)
En la primavera de 2005, las entrevistas con su hermana Jenny, parecían indicar el deseo de Linn de volver a ser el centro de atención, pero Linn aún permanecía oculta para el público. En octubre y noviembre de 2005, la banda hizo apariciones en una serie de 15 conciertos en "Night of the Proms" en Bélgica; Como de costumbre, Linn no pudo asistir y solo Jonas, Ulf y Jenny hicieron apariciones en estos conciertos. Durante este tiempo, Linn también grabó voces de acompañamiento para la canción "High Life" en la banda secundaria de Jenny, Arose; la canción fue lanzada en su álbum debut en febrero de 2006. En 2006, se mencionó que Ace of Base había grabado seis canciones nuevas con voces tanto de Malin como de Jenny.

### Salida Oficial (2007)
Según una entrevista concedida por Ulf Ekberg el 20 de junio de 2006, Malin regresó a la universidad para estudiar judaísmo, habló sobre los planes de un nuevo álbum pero recalcó que no había forma de que Linn volvería a ser el centro de atención. Finalmente el 30 de noviembre de 2007, Ulf declaró en una entrevista que Malin Berggren había dejado la banda y que no aparecería en el nuevo álbum. El grupo ya había actuado principalmente sin Linn como trío durante una década sólida antes de su partida. Tanto Jonas y su hermana Jenny confirmaron la salida de Linn en la prensa danesa: "Ella no ha formado parte de Ace of Base durante varios años", afirmaron en la revista Se & Hør. Ulf comentó: "Ella no tiene ansias de ser famosa, amaba a sus fans, pero el factor fama no iba con ella". Los miembros restantes le prometieron a Linn que nunca le pedirían que se reincorporara a la banda nunca más. La imagen de Linn se eliminó de la mayoría del material en el sitio web oficial de la banda, pero se re-introdujo con el lanzamiento de Hidden Gems en 2015.

## Vida personal
Linn es multilingüe, su idioma principal es el sueco, pero habla inglés y alemán con fluidez. También habla español y francés básico, aprendió un poco de ruso en la universidad antes de comenzar su formación como docente. Se sabe que, al igual que Jenny, ella tampoco dejaba de lado sus convicciones religiosas mientras era famosa con Ace Of Base.
Desde su infancia ya disfrutaba de la soledad, como ella misma decía "Mientras Jonas y Jenny estaban construyendo una nueva choza en un árbol, yo esperaba a que la terminaran para apoderarme de ella, e ir allí y soñar que era una princesa sin que nadie me molestara"
Linn se describe como alguien a quien le gusta sentarse en un sillón y observar el mundo que la rodea para luego retirarse y desarrollar sus propios pensamientos:

"Tal comportamiento a menudo da la impresión de que soy tímida y fantasiosa, incluso arrogante. De todos modos, no soy para nada así. Amo a la gente, pero no soy habladora. Es por eso que a menudo es difícil para todos entender mi verdadera naturaleza"

A los 13 años, un chico de su clase la besó en un baile escolar, ella al notar que el muchacho le intentaba dar un beso francés, se asustó y salió corriendo mientras gritaba: "¿Qué fue eso?" A 18 años tuvo su primer novio formal, ella siempre iba con calma en un relación ya que esperaba conocer al chico indicado. A pesar de esta previsión, Linn y su novio solo duraron 3 meses. A inicios de 1994 declararía para la revista francesa Salut! que estaba saliendo con un hombre llamado Frederik Johansson, un estudiante en Administración de empresas que vivía al norte de Suecia, en Sundsvall. Ese mismo año, meses después para la revista Hänt Extra, presentaría a Frederik como su novio formal donde juntos salían muy sonrientes y cariñosos en varias fotos.
Solía mantener al margen su relación con Frederik. De él solo se supo que en 1995 se mudó a la ciudad de Linn, Gotemburgo, a continuar sus estudios. No hubo más noticias. Algunos fanáticos deducen que ella pudo haberse comprometido con él por el peculiar anillo que llevaba puesto durante la entrevista para el documental de Ace Of base, "Our Story" en 1997. Aun así, Linn no volvió a mencionarlo jamás en entrevistas posteriores.
Se cree que su relación pudo terminar entre 1997-1998 ya que desde ese último año (después del lanzamiento de Flowers), Linn lucía deprimida y casi ni intervenía en las entrevistas. Un dato curioso es que en 1998 para una entrevista de un diario ruso, a la pregunta "¿Qué extrañan más estando de gira?", Linn respondió que extrañaba su piano, mientras que Jenny y Ulf respondieron que extrañaban a sus parejas. En otra entrevista de un diario ruso, la catalogaron como "Rubia Triste" No se supo más de ella después de que la banda cesara sus actividades en 2003. En 2007 se conocería el famoso anuncio de Ulf Ekberg declarando que Linn ya no participaría más en Ace Of Base.
Desde 2011, pequeñas noticias sobre Linn empezaron a surgir de las conversaciones que Jonas sostenía con sus fanes a través del Facebook oficial de Ace of Base. Él decía que Linn ahora apenas canta (solo en días festivos para círculos cerrados), no hace música ni actividades que involucren el mundo del espectáculo. El color de su cabello ya no es rubio, tiene un negocio propio y su pasatiempo es pintar. Vive no lejos de Jonas, en Gotemburgo.
En 2015, Jonas confirmó que se reunía con Linn frecuentemente y que ella disfrutaba de su vida tranquila sin ningún interés en la fama o en regresar a la música. En el Facebook oficial de Ace of Base, Jonas, con motivo de su cumpleaños número 50, contó en marzo de 2017 que había celebrado hasta altas horas de la noche junto con Jenny, Linn y sus amigos.

## Contribuciones a la música de Ace of Base

### Voz
Linn cantó en todos los temas de Ace of Base, excepto los siguientes:
- Fashion Party (Jenny, Ulf, & Jonas)
- My Mind (Jenny & Ulf)
- Dimension of Depth (instrumental)
- Ravine (Jenny)
- Experience Pearls (Jenny)
- Wave Wet Sand (Jenny)
- Mercy Mercy (Jenny)
- I Pray (Jenny & Ulf)
- Donnie (US version) (Jenny)
- Don't Go Away (Jenny)
- Unspeakable (Jenny)
- Beautiful Morning (Jenny)
- Remember the Words (Jenny)
- World Down Under (Jenny)
- Wonderful Life (Jenny)
- What's The Name of The Game (Jenny)
- Show Me Love (Jenny)
- The Juvenile (Jenny)

### Composición
- Hear Me Calling  (con Jonas, Jenny Berggren y Ulf Ekberg)
- Strange Ways
- Whispers In Blindness
- Just 'N' Image
- Lapponia  (demo)
- Love in December  (con Jonas, Jenny Berggren y Ulf Ekberg)
- Beautiful Morning  (con Jenny y Jonas Berggren)
- Change With the Light  (con Jenny, Jonas Berggren y Ulf Ekberg)
- What's the Name of the Game  (con Jenny, Jonas Berggren, Harry Sommerdahl y Jonas von der Burg)

### Producción
- Strange Ways
- Whispers In Blindness
- Just N Image
- Lapponia

### Otras
- Vigésimo cumpleaños de la princesa Victoria de Suecia, el 14 de julio de 1997.